# São Benedito do Rio Preto
São Benedito do Rio Preto est une municipalité brésilienne située dans l'État du Maranhão.